# Bunopus crassicauda
Bunopus crassicauda es una especie de gecos pertenecientes a la familia Gekkonidae.

## Distribución geográfica y hábitat
Es endémica de Irán. Su rango altitudinal oscila entre 1000 y 2000 m s. n. m..